# パカ
パカ（スペイン語: paca）は、齧歯目（ネズミ目）パカ属に属する動物の総称である。中南米の熱帯・亜熱帯地方に住み、体重は6-12kgと、齧歯類にしては大型である。
しばしば使われる学名のシノニムにアグーチ Agouti があるが、アグーチ (agouti) Dasyprocta とは異なる。
パカ科唯一の属とされる。アグーチ科 (Dasyproctidae) をパカ科に（あるいはパカ科をアグーチ科に）含める説もあるが、実際にはパカはアグーチ科とは遠くテンジクネズミ科に近縁と思われる。
明治期に出版された博物学の教科書『具氏博物学』の中で頬獣という漢字が当てられている。

## 種
2種が属する。
- ローランドパカ C. paca
  - C. paca paca Linnaeus, 1766
  - C. paca guanta Lönnberg, 1921
  - C. paca mexianae Hagmann, 1908
  - C. paca nelsoni Goldman, 1913
  - C. paca virgatus Bangs, 1902

　　　5亜種に分けられる。体重 5 ～ 14 kg、頭胴長 500 ～ 774 mm、尾長 13 ～ 35 mm
- マウンテンパカ C. taczanowskii

　　　体重 3.2 ～ 5.2 kg、頭胴長 500 ～ 800 mm、尾長 21 ～ 30 mm